# Wenceslaus van Oostenrijk

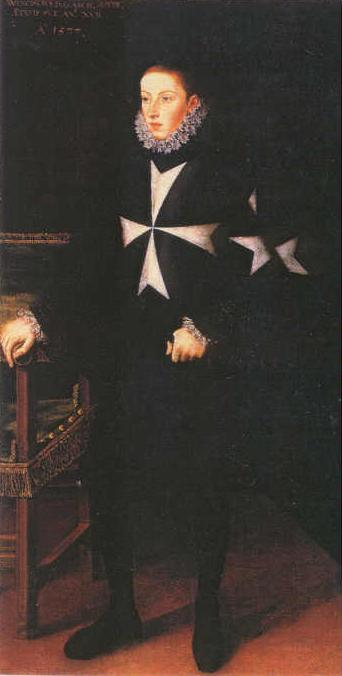
Wenceslaus van Oostenrijk in 1577

Wensceslaus van Oostenrijk (Wiener Neustadt, 9 maart 1561 - Madrid, 22 september 1578) was een telg uit het Huis Habsburg en was sinds januari 1577 grootprior van de Orde van Malta in Castilië.
Wenceslaus was de achtste zoon van keizer Maximiliaan II en Maria van Spanje, dochter van keizer Karel V en Isabella van Portugal.

Op 16-jarige leeftijd werd hij aangesteld als grootprior van Castilië in de Orde van Malta, wat leidde tot veel wrijving binnen de Orde. Lang kon hij niet van zijn functie genieten. 

Wensceslaus stierf op 22 september 1578 te Madrid, zijn lichaam werd bijgezet in het Escorial.

## Voorouders
| Voorouders van Wenceslaus van Oostenrijk (1561-1578) | Voorouders van Wenceslaus van Oostenrijk (1561-1578)                            | Voorouders van Wenceslaus van Oostenrijk (1561-1578)                            | Voorouders van Wenceslaus van Oostenrijk (1561-1578)                            | Voorouders van Wenceslaus van Oostenrijk (1561-1578)                            | Voorouders van Wenceslaus van Oostenrijk (1561-1578)                      | Voorouders van Wenceslaus van Oostenrijk (1561-1578)                      | Voorouders van Wenceslaus van Oostenrijk (1561-1578)                  | Voorouders van Wenceslaus van Oostenrijk (1561-1578)                  |
| ---------------------------------------------------- | ------------------------------------------------------------------------------- | ------------------------------------------------------------------------------- | ------------------------------------------------------------------------------- | ------------------------------------------------------------------------------- | ------------------------------------------------------------------------- | ------------------------------------------------------------------------- | --------------------------------------------------------------------- | --------------------------------------------------------------------- |
| Overgrootouders                                      | Filips I van Castilië (1478-1505) ∞ 1496 Johanna van Castilië (1479–1555)       | Filips I van Castilië (1478-1505) ∞ 1496 Johanna van Castilië (1479–1555)       | Wladislaus II van Hongarije (1456-1514) ∞ 1502 Anna van Foix (1484-1506)        | Wladislaus II van Hongarije (1456-1514) ∞ 1502 Anna van Foix (1484-1506)        | Filips I van Castilië (1478-1506) ∞ 1496 Johanna van Castilië (1479-1555) | Filips I van Castilië (1478-1506) ∞ 1496 Johanna van Castilië (1479-1555) | Emanuel I van Portugal (1469-1521) ∞ Maria van Aragón (1482-1517)     | Emanuel I van Portugal (1469-1521) ∞ Maria van Aragón (1482-1517)     |
| Grootouders                                          | Keizer Ferdinand I (1503-1564) ∞ 1521 Anna van Bohemen en Hongarije (1503–1547) | Keizer Ferdinand I (1503-1564) ∞ 1521 Anna van Bohemen en Hongarije (1503–1547) | Keizer Ferdinand I (1503-1564) ∞ 1521 Anna van Bohemen en Hongarije (1503–1547) | Keizer Ferdinand I (1503-1564) ∞ 1521 Anna van Bohemen en Hongarije (1503–1547) | Keizer Karel V (1500-1558) ∞ Isabella van Portugal (1503-1539)            | Keizer Karel V (1500-1558) ∞ Isabella van Portugal (1503-1539)            | Keizer Karel V (1500-1558) ∞ Isabella van Portugal (1503-1539)        | Keizer Karel V (1500-1558) ∞ Isabella van Portugal (1503-1539)        |
| Ouders                                               | Keizer Maximiliaan II (1527-1576) ∞ 1548 Maria van Spanje (1528-1603)           | Keizer Maximiliaan II (1527-1576) ∞ 1548 Maria van Spanje (1528-1603)           | Keizer Maximiliaan II (1527-1576) ∞ 1548 Maria van Spanje (1528-1603)           | Keizer Maximiliaan II (1527-1576) ∞ 1548 Maria van Spanje (1528-1603)           | Keizer Maximiliaan II (1527-1576) ∞ 1548 Maria van Spanje (1528-1603)     | Keizer Maximiliaan II (1527-1576) ∞ 1548 Maria van Spanje (1528-1603)     | Keizer Maximiliaan II (1527-1576) ∞ 1548 Maria van Spanje (1528-1603) | Keizer Maximiliaan II (1527-1576) ∞ 1548 Maria van Spanje (1528-1603) |